# Lorettom
Lorettom (németül Loretto, horvátul Lovreta) község Ausztriában, Burgenland tartományban, a Kismartoni járásban.

## Fekvése
Kismartontól 18 km-re északkeletre, a Lajta-hegység északi oldalán fekszik.

## Nevének eredete
Lorettói kápolnájáról van elnevezve, az pedig az olaszországi Loretóból származó kegyszoborról.

## Története
Egykori vaslelőhely, eredeti neve ismeretlen. A falu területén több mint 160 bronzkori és 200 hallstatti sírt tártak fel és számos kelta emlék is előkerült.
A falu temploma híres búcsújáróhely. Kegyszobrát akkori kegyura Stotzingeni Rudolf hozta a olaszországi Loretóból 1644-ben, mint az ottani kegyszobor másolatát. A legenda szerint ugyanis a Szent Család  názáreti házát angyalok vitték az itáliai Lorettóba. A kegyúr a szobornak a faluban az 1431-ben épített gótikus Szent János kápolna helyén új kápolnát építtetett. A lajtaszéki szerviták 1648-tól miséztek benne. Ma egy domborművel díszített Mária-oszlop áll a helyén.
Kegytemplomát és szervita kolostorát Antonio Riebler tervei szerint Nádasdy Ferenc  kezdte el építtetni 1651-ben. Ő 1650-ben lett az uradalom birtokosa. A templomot 1659. július 2-án a teljes magyar püspöki kar és húszezer hívő jelenlétében szentelték fel. A templom elkészültével  kápolnát is ide helyeztette át és később két keresztfolyosóval vette körül. Nádasdy a kolostorban nyomdát is alapított, mely az ellenreformáció egyik központja lett. Több itt nyomtatott könyv és vitairat jelent meg ebben az időben. Sokáig a kolostorban őriztek egy magyar nyelvű protestáns bibliát is, mely a reformáció korában íródott.
A falu nagyjából a templommal egy időben keletkezett, első bírája 1651-ből ismert, első vásárát 1666-ban tartották. 1683. július 13-án a török az egész települést elpusztította, a templomot és a kolostort felgyújtották és kirabolták. A kolostor kincseit szerencsére még időben elmenekítették. A kegyszobor Fraknó várában vészelte át a törökdúlást.
A templomot és a kolostort 1707-ben Esterházy Pál herceg építtette újjá. Rákóczi-szabadságharc idején kuruc seregek kétszer törtek be a császárpárti faluba, de a templomot megkímélték. 1710-ben már ismét százezer zarándok érkezett a kedvelt búcsújáróhelyre, 1746-ban pedig Mária Terézia királynő is elzarándokolt ide. Közben 1713-ban súlyos pestisjárvány pusztított. 1781-ben egy tűzvészben a település egy része leégett. 1786-ban II. József feloszlatta a szerzetesrendet, a kolostort pedig bezáratta. A kolostorban katonai kórházat alakítottak ki, majd 1860-tól az Esterházy-uradalom központi gyapjúraktára lett.
Vályi András szerint „LORÉTOM. Mária Lauretten, Laureta. Német Város Sopron Várm. földes Ura H. Eszterházy Uraság, és a’ Religyiói Kintstár, lakosai katolikusok, szép Klastromok van itten a’ Szervitáknak, fekszik Soprontól 3 7/8 mértföldnyire, hegyes helyen, a’ lakosok kővágásban és azoknak pallérozásokban foglalatoskodnak, mivel sok kő bányáik vagynak, határja sovány.”
Fényes Elek szerint „Loretto, német falu, Sopron vmegyében, Kismartonhoz északra 3/4 mfd., 43 házzal: 320 kath. lak., kik többnyire az itteni kőbányákban dolgoznak. Servita kolostora eltöröltetett, s az egyház most paroch. templomul szolgál. Van 122 hold szántófölde, 2 h. rétje, 10 h. legelője, 24 h. házkertje, 26 h. erdeje. Földe 4-ik osztálybeli. Birja h. Eszterházy.”
A falunak 1910-ben 281, túlnyomórészt német lakosa volt. A trianoni békeszerződésig Sopron vármegye Kismartoni járásához tartozott. A szerviták 1926-ban visszaköltözhettek a kolostorba és 1953-ig maradtak, helyükre olasz szerzetesek érkeztek. 1945-ben a kolostort teljesen feldúlták és kifosztották, csak az 1960-as években állították helyre. A kegytemplomot 1997-ben „basilica minor” rangra emelték.

## Nevezetességei
- Kegytemplomát és kolostorát 1651 és 1659 között Nádasdy Ferenc építtette. 1683-ban a török felégette, 1707-ben Esterházy Pál herceg építtette újjá. Híres kegyszobra a „Fekete Madonna” az olaszországi kegyszobor másolata.
- A Pestisoszlop 1680-ban készült.
- A Flórián-oszlopot 1734-ben emelték.
- A Piéta 18. századi.
- Szentháromság kápolna.
- Lajtaszék irányában található a „Teufelsloch”, egy üreg, mely háborúk idején a lakosoknak menedékül szolgált.
- A település régi házainak szép kapuzata van, közülük a legrégebbiek 17. század második felében épültek.

## Külső hivatkozások
- Hivatalos honlap (németül)
- Lorettom az Osztrák Statisztikai Hivatal honlapján (németül)
- A lorettomi bazilika története (magyarul, németül és horvátul)